# 1963 في جمهورية أيرلندا
فيما يلي قوائم الأحداث التي وقعت خلال عام 1963 في جمهورية أيرلندا.

## كتب
من الكتب التي صدرت هذه السنة في جمهورية أيرلندا:
- 1 يناير – وحيد القرن من تأليف آيريس مردوك.

## مواليد

### يناير
- 1 يناير – براين ج. دولي ناشط حقوق إنسان أيرلندي.

### سبتمبر
- 10 سبتمبر – ماريان كييس كاتبة أيرلندية.

## وفيات

### يناير
- 1 يناير – جورج ليتلتون روجرز (مواليد 1906) لاعب كرة مضرب أيرلندي.

### مايو
- 16 مايو – باتريك ليتل (مواليد 1884)